# Tesla PMI-80
Tesla PMI-80 (PMI-80) је био кућни рачунар фирме Tesla који је почео да се производи у Чехословачкој од 1994. године.
Користио је TESLA MHB 8080 (Intel 8080 клон) као микропроцесор. RAM меморија рачунара је имала капацитет од 1 KB. 

## Детаљни подаци
Детаљнији подаци о рачунару PMI-80 су дати у табели испод.
|                       |                                                                        |
| [ 1 ]                 |                                                                        |
| Произвођач            |                                                                        |
| Тип                   | кућни рачунар                                                          |
| Меморија              | 1 KB                                                                   |
| Поријекло             | Чехословачка                                                           |
| Година                | 1994                                                                   |
| Тастатура             | 25 тастера калкулаторски тип - хексадецимални и функцијски тастери     |
| Процесор              |                                                                        |
| Фреквенција процесора | 1                                                                      |
| RAM                   | 1 KB                                                                   |
| ROM                   | 1 KB                                                                   |
| Текст                 | 9 цифри, 7 сегментни ЛЕД показивач, калкулаторски тип                  |
| Графика               |                                                                        |
| Боја                  |                                                                        |
| Звук                  | 16-битни стерео 8 гласовни синтисајзер (PC Sound Blaster компатибилан) |
| Димензије             | 35,5 (ширина) x 38,5 (дубина) x 12 (висина)                            |
| Портови               |                                                                        |
| Оперативни систем     |                                                                        |